# Ґути (Леґьоновський повіт)
Ґути (пол. Guty) — село в Польщі, у гміні Сероцьк Леґьоновського повіту Мазовецького воєводства.
Населення — 108 осіб (2011).
У 1975-1998 роках село належало до Варшавського воєводства.

## Демографія
Демографічна структура станом на 31 березня 2011 року:
|          | Загалом | Допрацездатний вік | Працездатний вік | Постпрацездатний вік |
| -------- | ------- | ------------------ | ---------------- | -------------------- |
| Чоловіки | 58      | 12                 | 37               | 9                    |
| Жінки    | 50      | 8                  | 30               | 12                   |
| Разом    | 108     | 20                 | 67               | 21                   |